# Острова Тувалу
Острова Тувалу (англ. Tuvalu; до 1975 года — острова Эллис (англ. Ellice)) — группа коралловых островов на юго-западе Тихого океана, в Полинезии. именовались также Лагунными островами.

## География

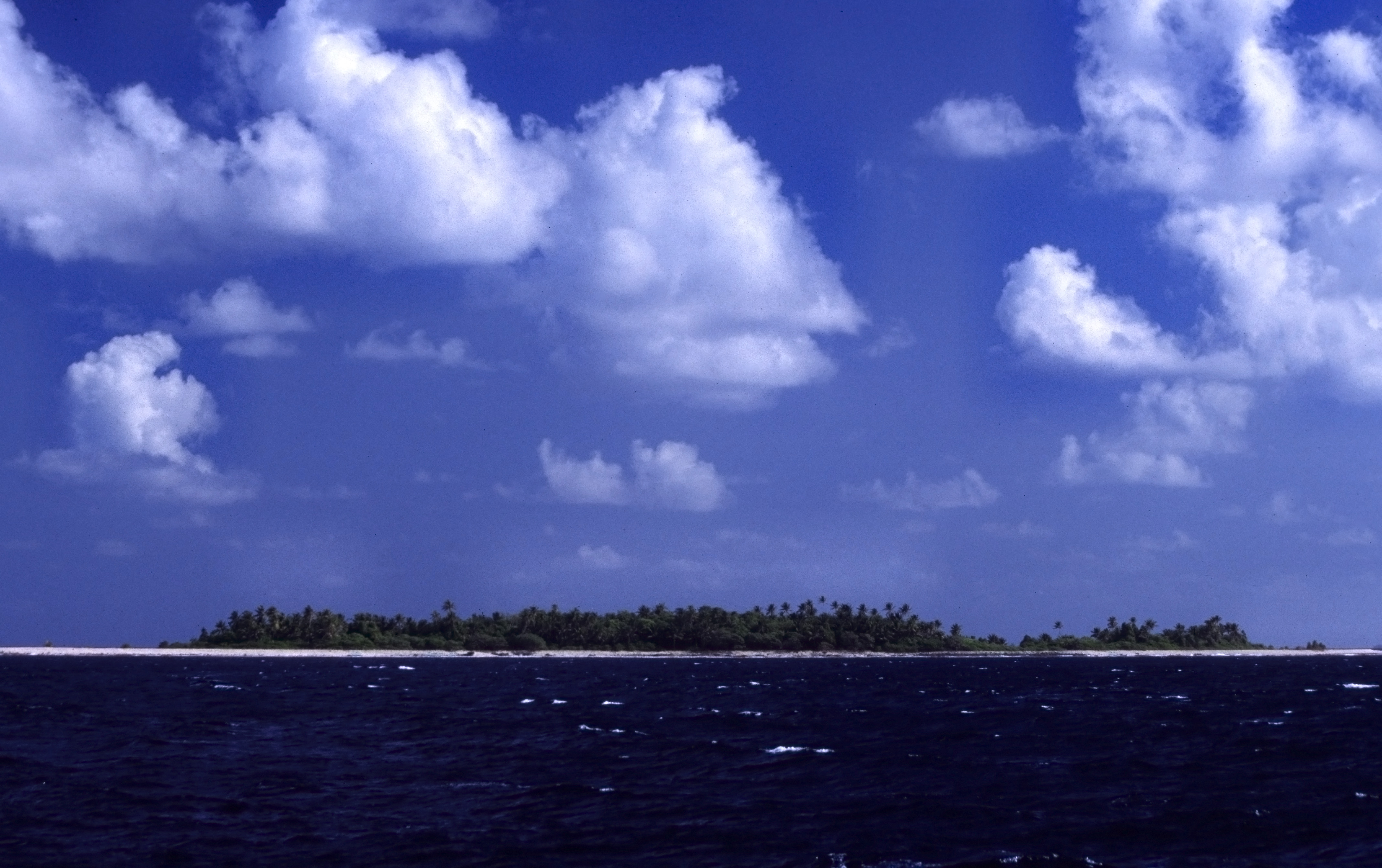
Низменные острова Тувалу возвышаются не более чем на 5 м, поэтому при повышении уровня Мирового океана им грозит затопление.

Включает 9 островов, 6 из которых — атоллы. Поскольку атолл обычно состоит из нескольких островков, окружающих лагуну, общее количество островов и островков достигает 124.
Площадь суши Тувалу составляет всего 25,63 км², в то время как площадь территории, занятой лагунами, — 520 км². Острова расположились на 5 атоллах (Нанумеа, Нуи, Нукулаэлаэ, Нукуфетау, Фунафути), 3 низменных коралловых островах (Нануманга, Ниулакита, Ниутао) и одном атолловом/рифовом острове (Ваитупу), растянувшихся с северо-запада на юго-восток на 595 км Крупнейшим островом архипелага (из расчёта площади суши, а не водной поверхности лагуны) является атолл Ваитупу (5,60 км²), а самым маленьким — Ниулакита (0,4 км²). Все острова низменны, а атоллы в основном состоят из нескольких островков, или моту. Высшая точка страны достигает всего 5 м.
Самым северным островом Тувалу является атолл Нанумеа, а самым южным — Ниулакита. Наименьшее расстояние между двумя островами архипелага составляет 67 км (Нукуфетау/Ваитупу), а наибольшее — 172 км (Нуи/Ваитупу).
| №                                                   | Атолл/Остров | Главное поселение | Площадь суши (км²) | Общая площадь (км²) | Население чел. (2002) | Число островков | Число населённых пунктов | Координаты                       |
| --------------------------------------------------- | ------------ | ----------------- | ------------------ | ------------------- | --------------------- | --------------- | ------------------------ | -------------------------------- |
| Атоллы                                              |              |                   |                    |                     |                       |                 |                          |                                  |
| 1                                                   | Фунафути     | Вайаку            | 2,79               | 277                 | 4 492                 | 30              | 9                        | 8°31′ ю. ш. 179°13′ в. д.        |
| 2                                                   | Нанумеа      | Лолуа             | 3,87               | 22                  | 664                   | 5               | 2                        | 05°41′ ю. ш. 176°09′ в. д.       |
| 3                                                   | Нуи          | Танраке           | 2,83               | 17                  | 548                   | 21              | 4                        | 07°13′29″ ю. ш. 177°09′37″ в. д. |
| 4                                                   | Нукуфетау    | Сававе            | 2,99               | 145                 | 586                   | 33              | 2                        | 08°00′ ю. ш. 178°22′ в. д.       |
| 5                                                   | Нукулаэлаэ   | Фанагуа           | 1,82               | 43                  | 393                   | 15              | 2                        | 09°22′52″ ю. ш. 179°51′08″ в. д. |
| 6                                                   | Ваитупу      | Асау              | 5,60               | 10                  | 1 591                 | 9               | 7                        | 07°28′ ю. ш. 178°41′ в. д.       |
| Острова                                             |              |                   |                    |                     |                       |                 |                          |                                  |
| 7                                                   | Нануманга    | Тонга             | 2,78               | 2,78                | 589                   | 51)             | 2                        | 06°20′ ю. ш. 176°25′ в. д.       |
| 8                                                   | Ниулакита    |                   | 0,42               | 0,42                | 35                    | 1               | 1                        | 10°45′ ю. ш. 179°30′ в. д.       |
| 9                                                   | Ниутао       | Кулиа             | 2,53               | 2,53                | 663                   | 41)             | 2                        | 06°06′ ю. ш. 177°16′ в. д.       |
|                                                     | Тувалу       | Вайаку            | 25,63              | 520                 | 9 561                 | 124             | 34                       |                                  |
| 1) основные острова плюс островки в закрытой лагуне |              |                   |                    |                     |                       |                 |                          |                                  |

## Административное деление
В административном отношении Тувалу разделено на 7 островных (Нанумеа, Ниутао, Нануманга, Нуи, Ваитупу, Нукулаэлаэ и Нукуфетау) и 1 городской совет (Фунафути).

## Население
Население по данным переписи 2002 года составляло 9 561 чел. Обитаемы как минимум 11 островов, в том числе самые крупные острова каждого из атоллов и два островка, входящих в атолл Фунафути. Самый маленький из девяти островов — Ниулакита — был необитаем, пока в 1949 году на него не прибыли поселенцы с острова Ниутао.